# Polyrhachis nigropilosa
Polyrhachis nigropilosa är en myrart som beskrevs av Mayr 1872. Polyrhachis nigropilosa ingår i släktet Polyrhachis och familjen myror.

## Underarter
Arten delas in i följande underarter:
- P. n. conophthalma
- P. n. nigropilosa
- P. n. polluta